# Tramlijn Amsterdam - Haarlem - Zandvoort
De Tramlijn Amsterdam - Haarlem - Zandvoort was een elektrische tramlijn vanuit de binnenstad van Amsterdam via Haarlem naar Zandvoort. De lijn behoorde tot de opheffing in 1957 tot de belangrijkste en drukste interlokale tramlijnen van Nederland.
De lijn liep tussen Amsterdam en Haarlem voor een groot deel evenwijdig aan de spoorlijn Amsterdam - Rotterdam, maar had als groot voordeel dat hij een rechtstreekse verbinding vormde tussen de Amsterdamse binnenstad (beginpunt op het Spui, vanaf 1914 in de Spuistraat) en die van Haarlem, met een centrale halte in de Tempeliersstraat. In Zandvoort was de eindhalte in het dorp, op loopafstand van het strand.

## Geschiedenis
De tramlijn tussen Haarlem en Zandvoort werd aangelegd door de Eerste Nederlandsche Electrische Tram-Maatschappij (ENET) en de lijn tussen Haarlem en Amsterdam door de Electrische Spoorweg-Maatschappij (ESM), die ondanks de naam een trambedrijf was. De lijn was vanaf het begin geëlektrificeerd met een bovenleidingspanning van 550 à 650 volt gelijkstroom. Het op 3 juli 1899 geopende gedeelte tussen Haarlem en Zandvoort was de eerste elektrische tramlijn met bovenleiding die volledig in Nederland lag. In het Koninkrijk der Nederlanden was in Nederlands-Indië vier maanden eerder al een tramlijn met bovenleiding geopend van de Batavia Electrische Tram-Maatschappij. Ook de tramlijn Aken - Vaals was al vier jaar eerder met bovenleiding in bedrijf genomen, maar die lag grotendeels in Duitsland.
De ESM kreeg in 1902 concessie voor de lijn Haarlem – Sloterdijk – Amsterdam. Speciaal hiervoor werd er een dijk aangelegd van de buurtschap de Baarsjes naar het dorp Sloterdijk dwars door de weilanden. De oude Tolbrug over de Kostverlorenvaart werd voor rekening van de ESM door de gemeente Amsterdam vervangen door de nieuwe Wiegbrug. De lijn werd officieel geopend op 4 oktober 1904; de normale dienst ging van start op 6 oktober 1904. Plannen om de tram in Zandvoort tot vlak bij het strand te verlengen langs het Kerkplein en door de Kerkstraat naar de Strandweg zijn door tegenstand van de middenstand nooit uitgevoerd. De ESM had tussen Sloterdijk en de Wiegbrug een brede strook grond aangekocht t.b.v. de trambaan en woningen. In 1908 werd langs de trambaan de Admiraal de Ruijterweg aangelegd. Enkele jaren na de opening van de tramlijn begon langs deze weg de bouw van forensenwoningen, waarmee de ESM haar eigen tram veel extra passagiers bezorgde.
Op 1 september 1913 werd een korttrajectdienst Sloterdijk – Amsterdam Spuistraat ingesteld, aanvankelijk alleen in de spitsuren, maar vanaf 1919 de hele dag. In 1921 werd het door de annexatie van de gemeente Sloten een lokaaldienst binnen de gemeente Amsterdam. Die begon op een eigen spoor op het emplacement bij Sloterdijk en bediende alle haltes tot de Spuistraat, terwijl de doorgaande trams toen enkele haltes oversloegen. De remiseroute naar Haarlem Leidsevaart was voor de lokaaldienst aanzienlijk langer dan de eigen route.
Van 1924 tot de opheffing in 1957 werd de tramlijn geëxploiteerd door de Noord-Zuid-Hollandsche Tramweg-Maatschappij (NZHTM) (bekend als NZH), die een groot tramnet tussen Scheveningen en Volendam exploiteerde (zie: Blauwe Tram). In 1946 nam de ESM de exploitatie weer zelf ter hand, maar zij veranderde toen haar naam in Noord-Zuid-Hollandse Vervoer Maatschappij (NZHVM), zodat de vertrouwde afkorting NZH gehandhaafd kon blijven.

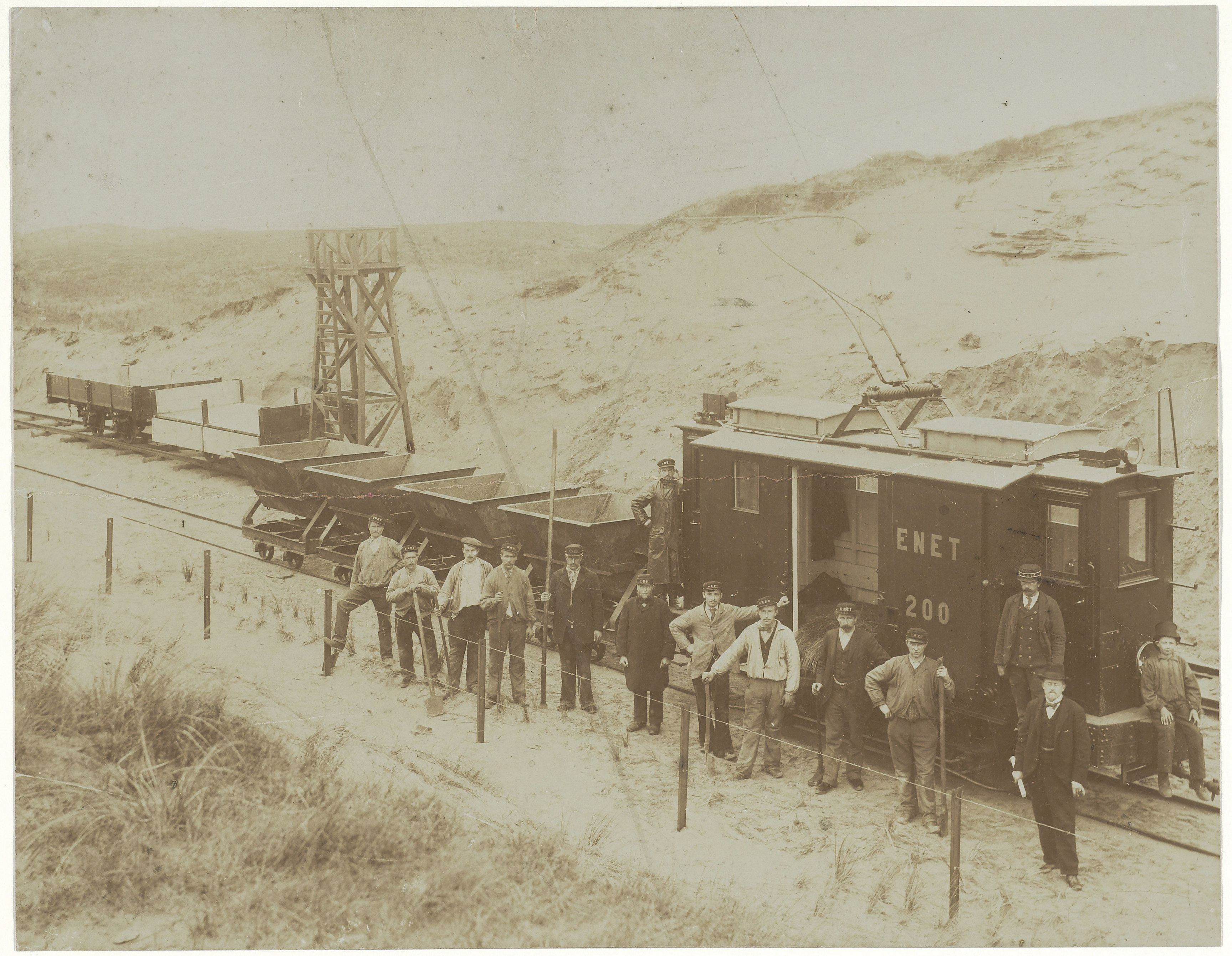
Aanleg duintraject in 1899
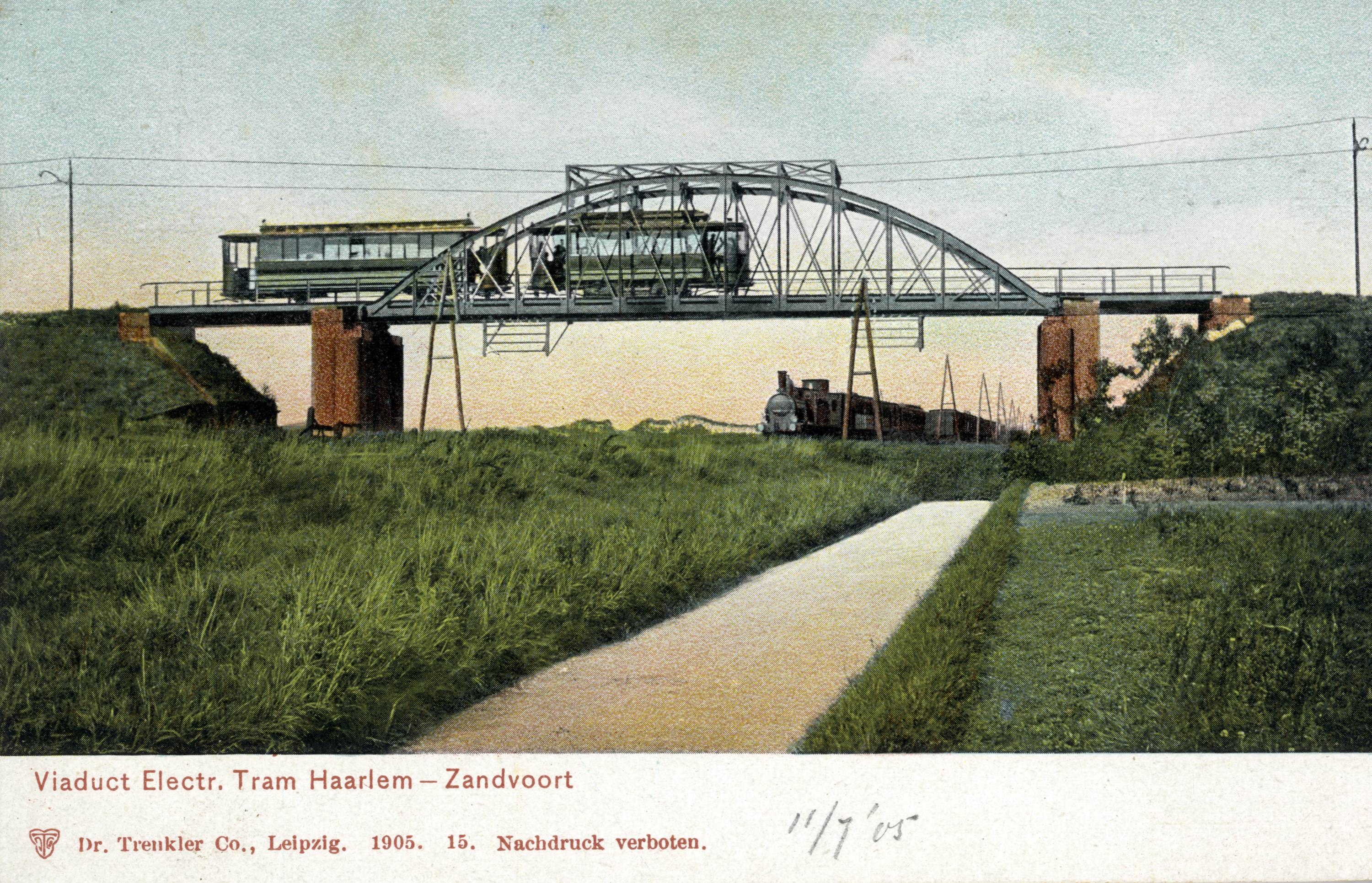
Viaduct van de Electrische Tram Haarlem - Zandvoort over de spoorlijn Haarlem - Leiden bij Heemstede; circa 1905.
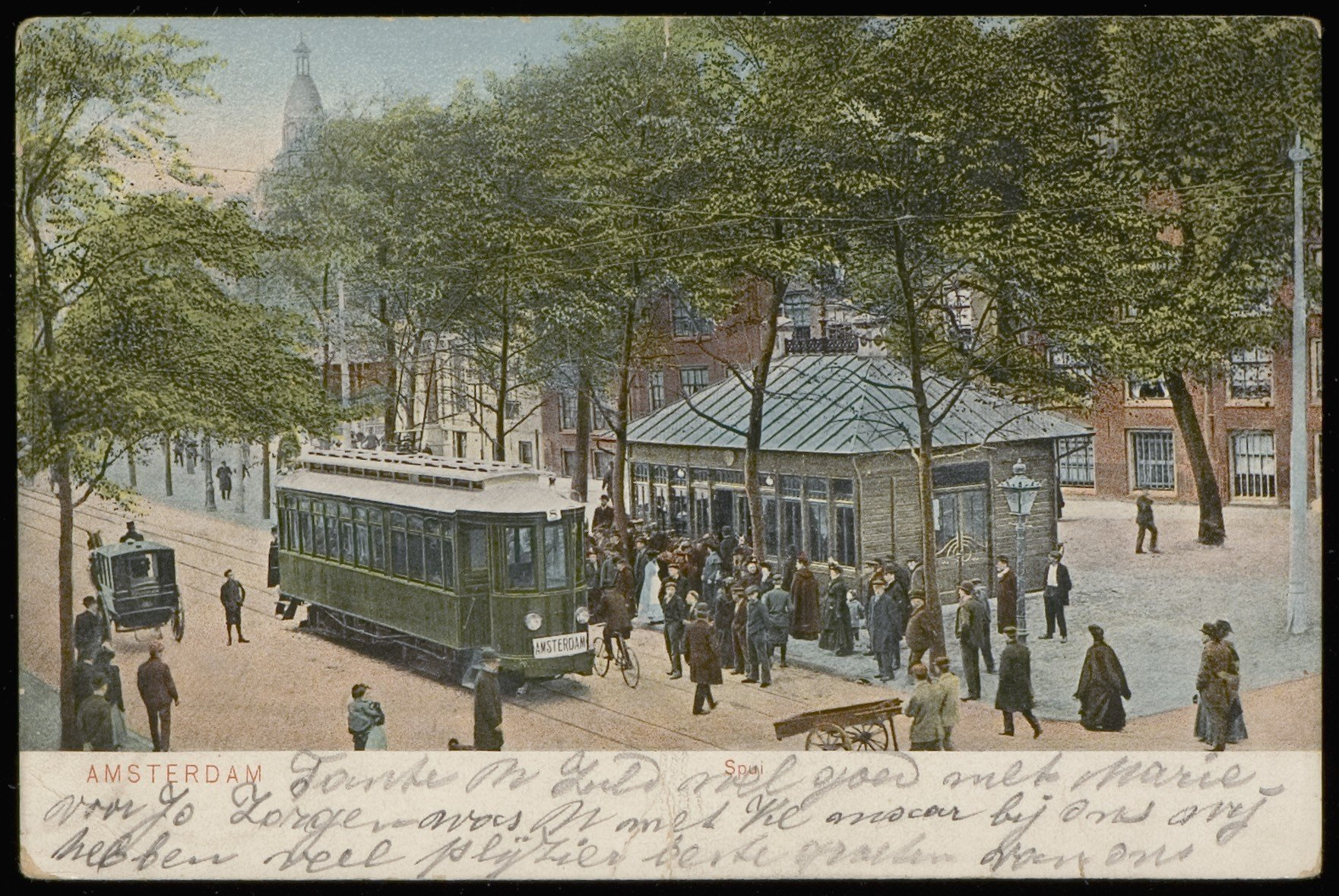
Het Spui te Amsterdam met tram naar Zandvoort (voor 1914).
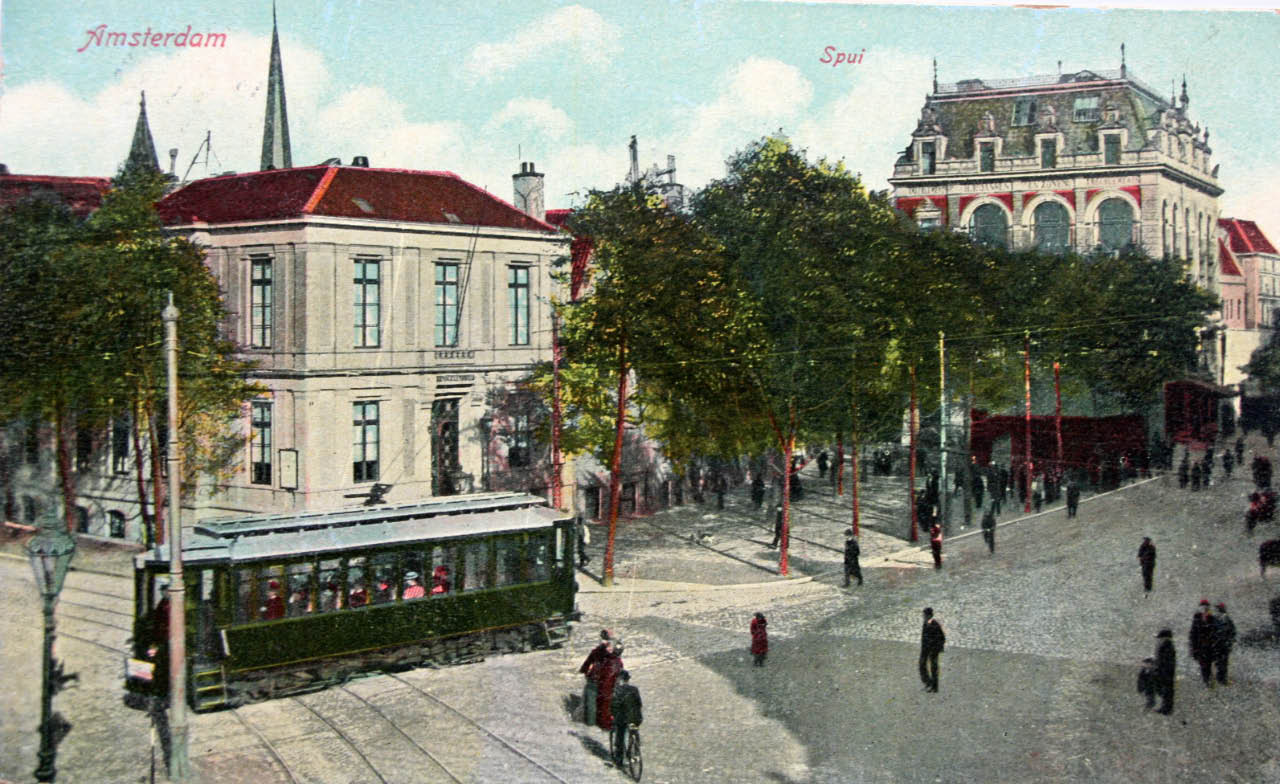
Het Spui te Amsterdam met tram naar Zandvoort (voor 1914).
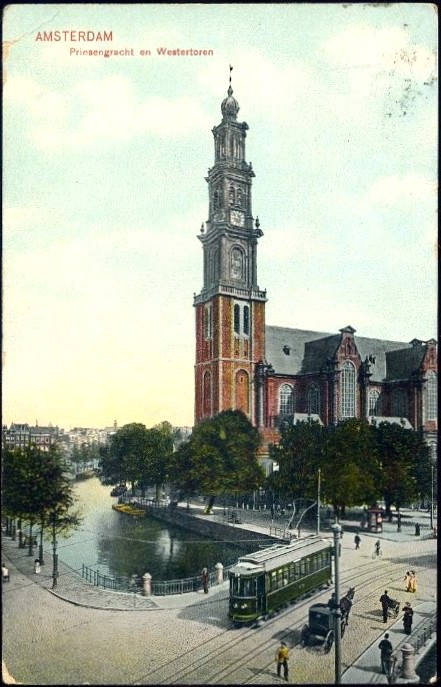
Prinsengracht en Westertoren te Amsterdam met de groene Kikker naar Zandvoort (voor 1914).
De Clercqstraat en Bilderdijkstraat te Amsterdam met tram in crème kleur naar Zandvoort (circa 1916).
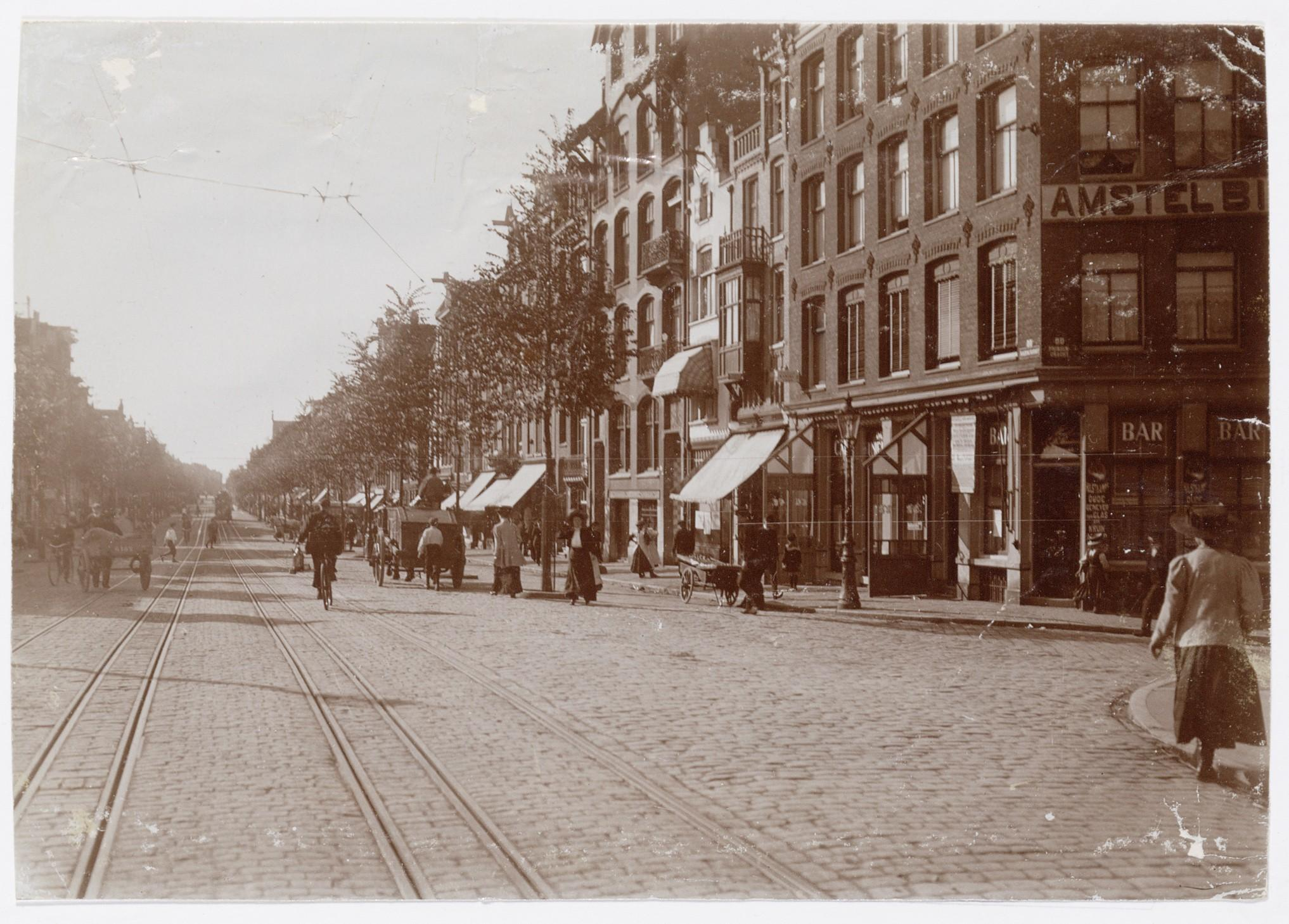
Drierailig spoor op de Rozengracht, het normaalspoor voor de Gemeentetram Amsterdam en het meterspoor voor de tram naar Zandvoort (voor 1914).
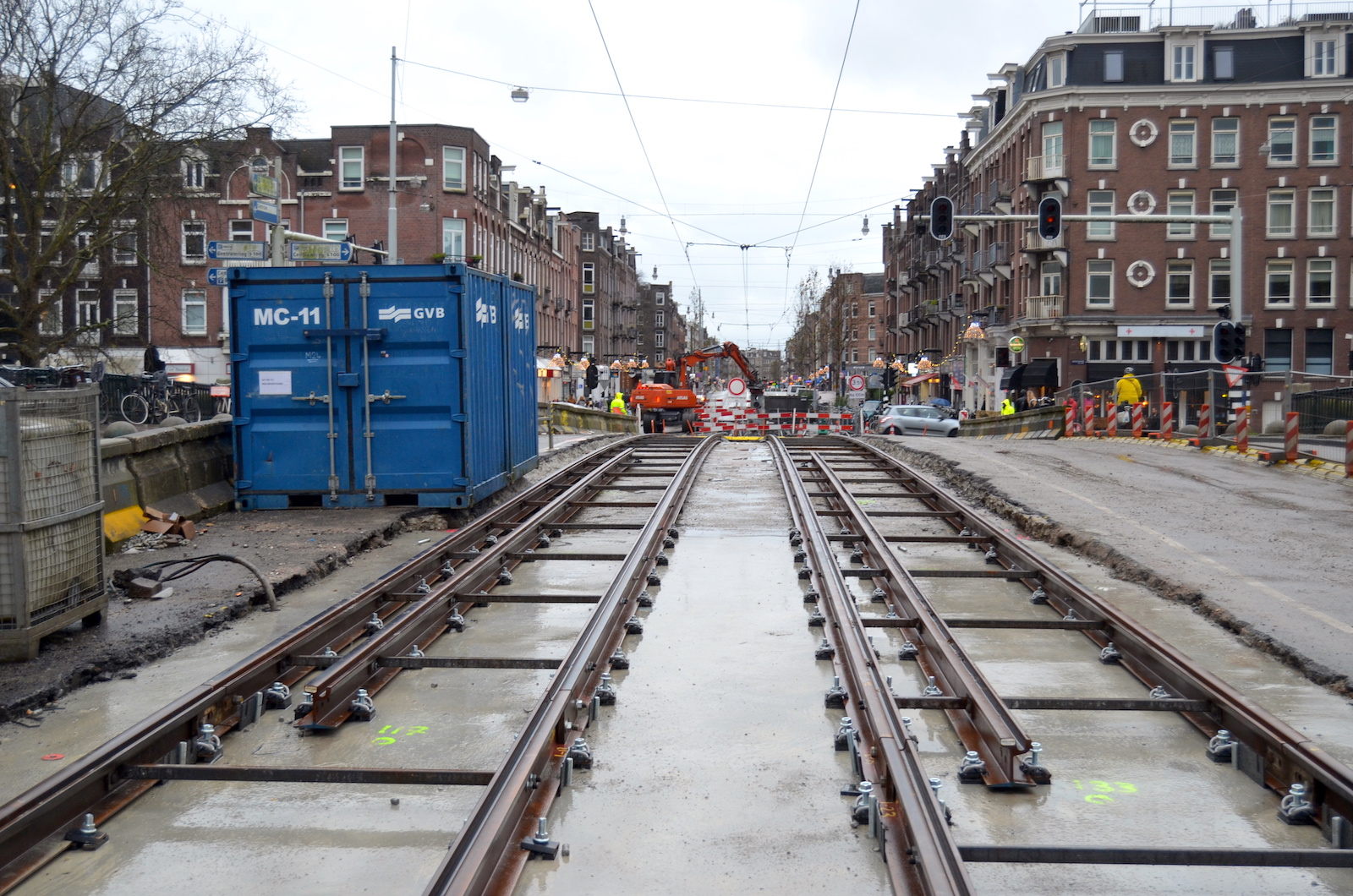
Rozengracht bij de Nassaukade. In november 2017 keerde de derde rail die herinnert aan de tramlijn Amsterdam - Zandvoort terug.
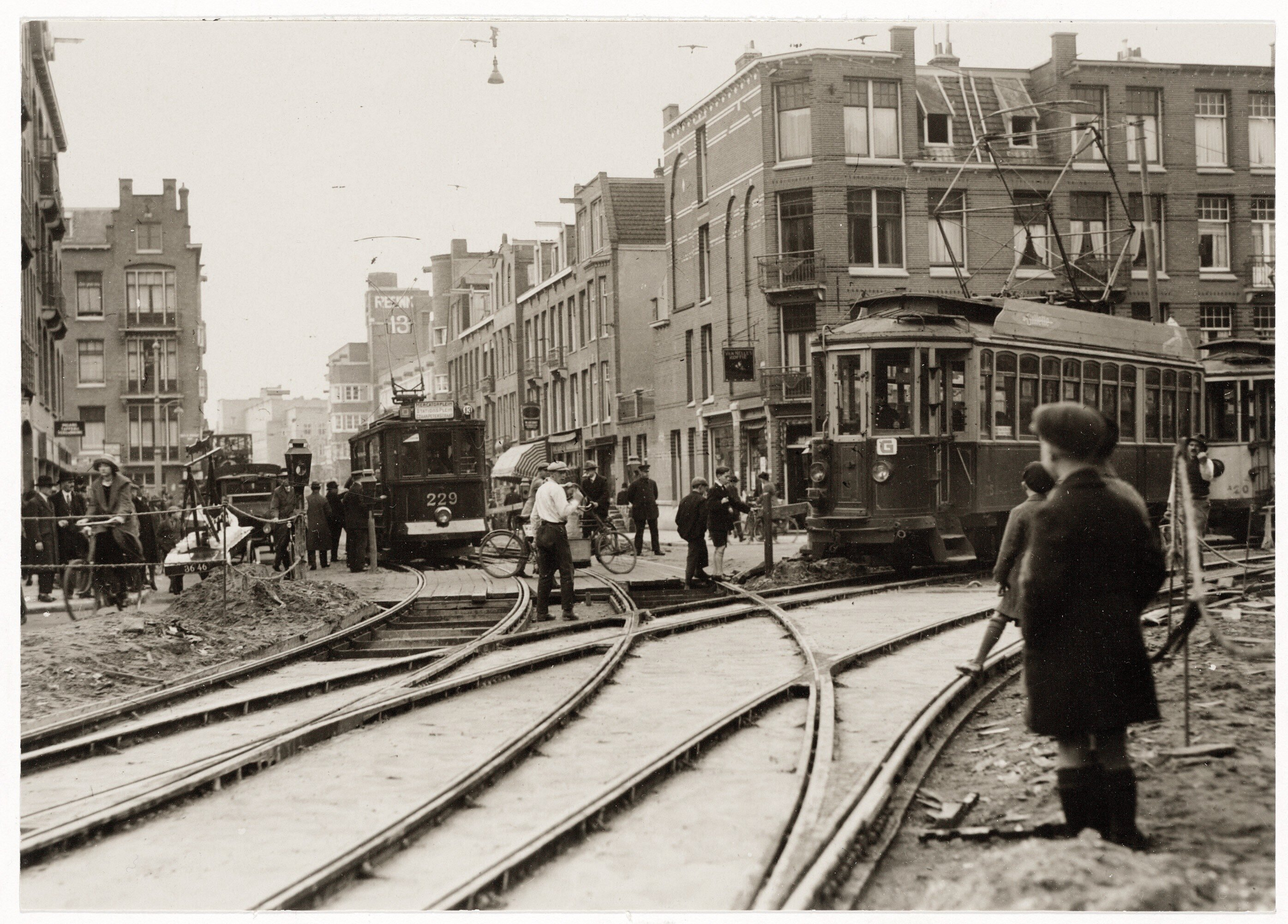
De Admiraal De Ruijterweg bij de Jan Evertsenstraat. Rechts motorwagen NZH A25 van de Haarlemse Tram, links een tram van de zojuist naar het Mercatorplein verlengde lijn 13; 1927.
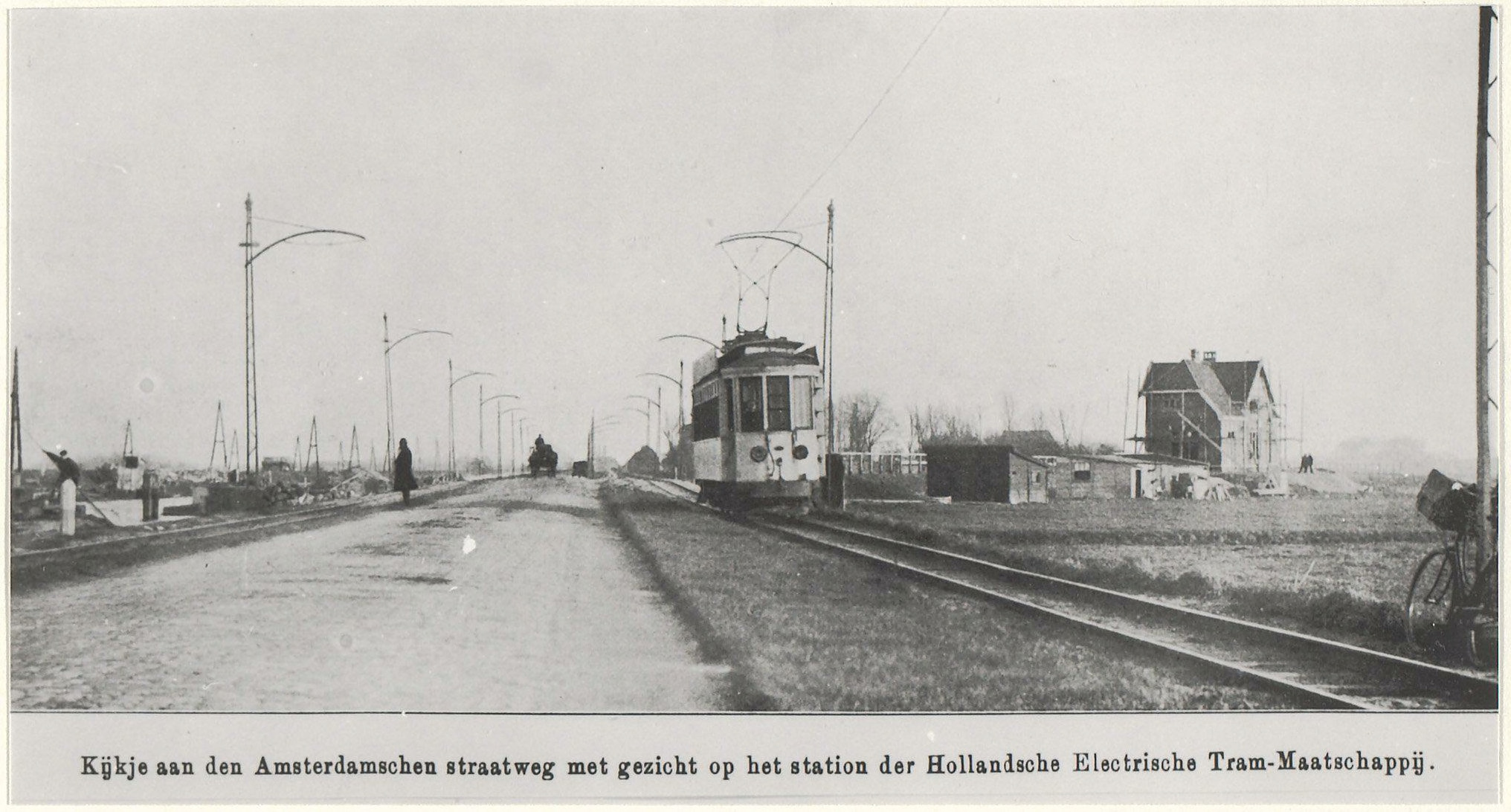
Tram tussen Haarlem en Halfweg ter hoogte van het in 1912 geopende station Amsterdamsche Straatweg (rechts in beeld) aan de spoorlijn Haarlem – Hoofddorp van de Hollandsche Electrische Spoorweg-Maatschappij (HESM).
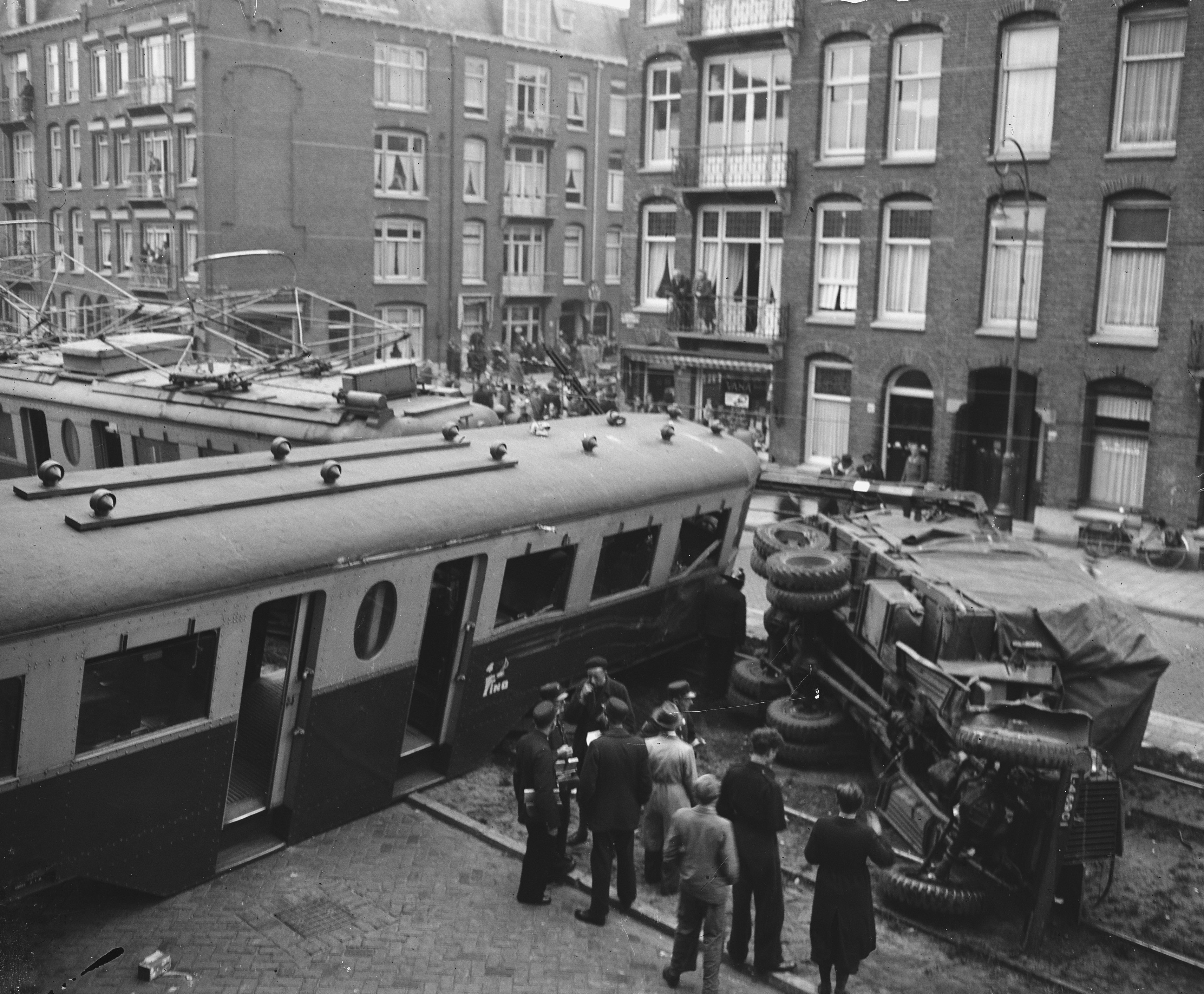
Boedapester dwars over de weg na bosting met vrachtwagen, 7 oktober 1946 Admiraal de Ruijterweg/Jan van Galenstraat
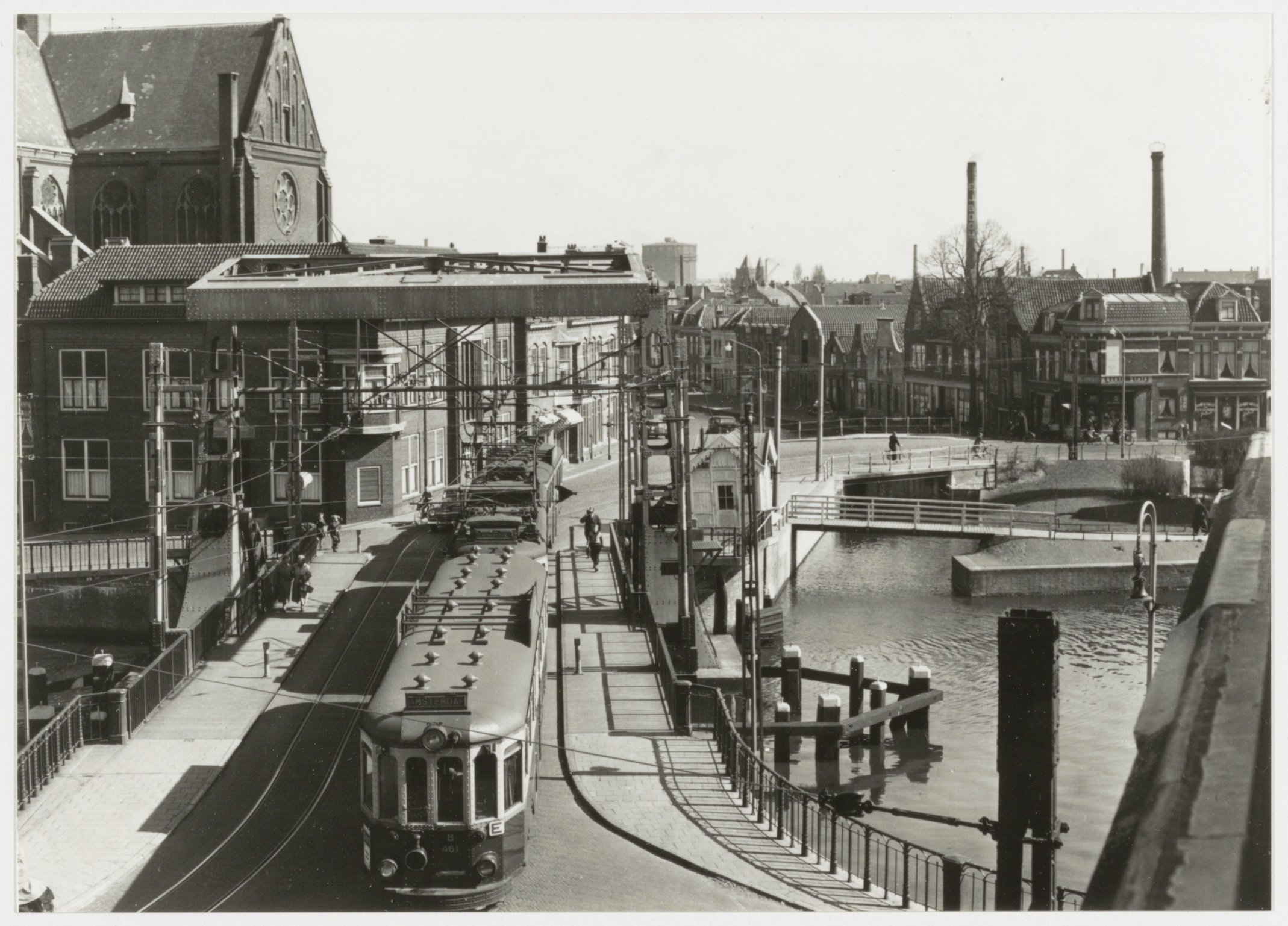
'Boedapester'-tramstel passeert de Langebrug te Haarlem op weg naar Amsterdam, 1953.
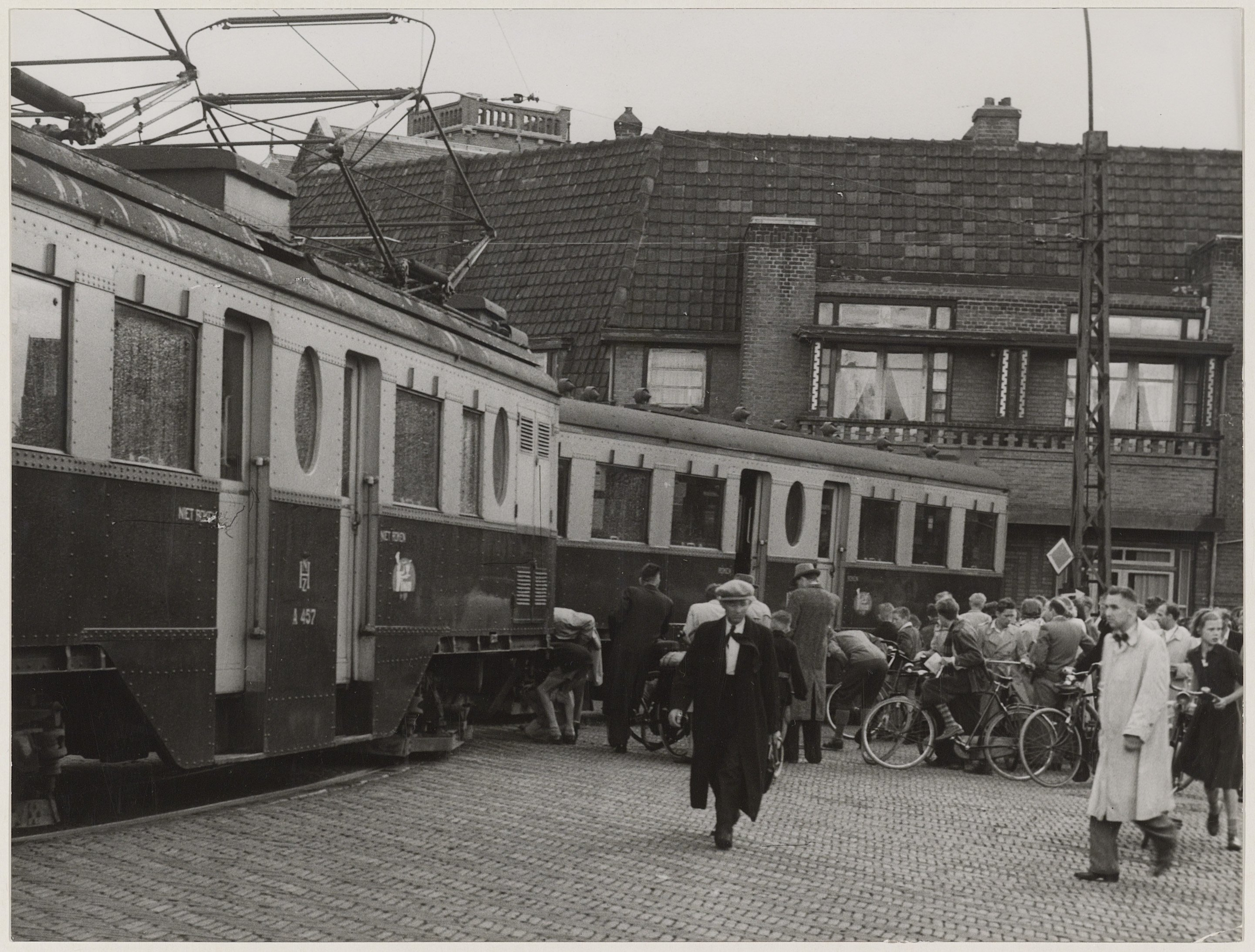
Aanrijding van 'Boedapester'-tram met visauto nabij de Emmabrug in Haarlem, 1952.
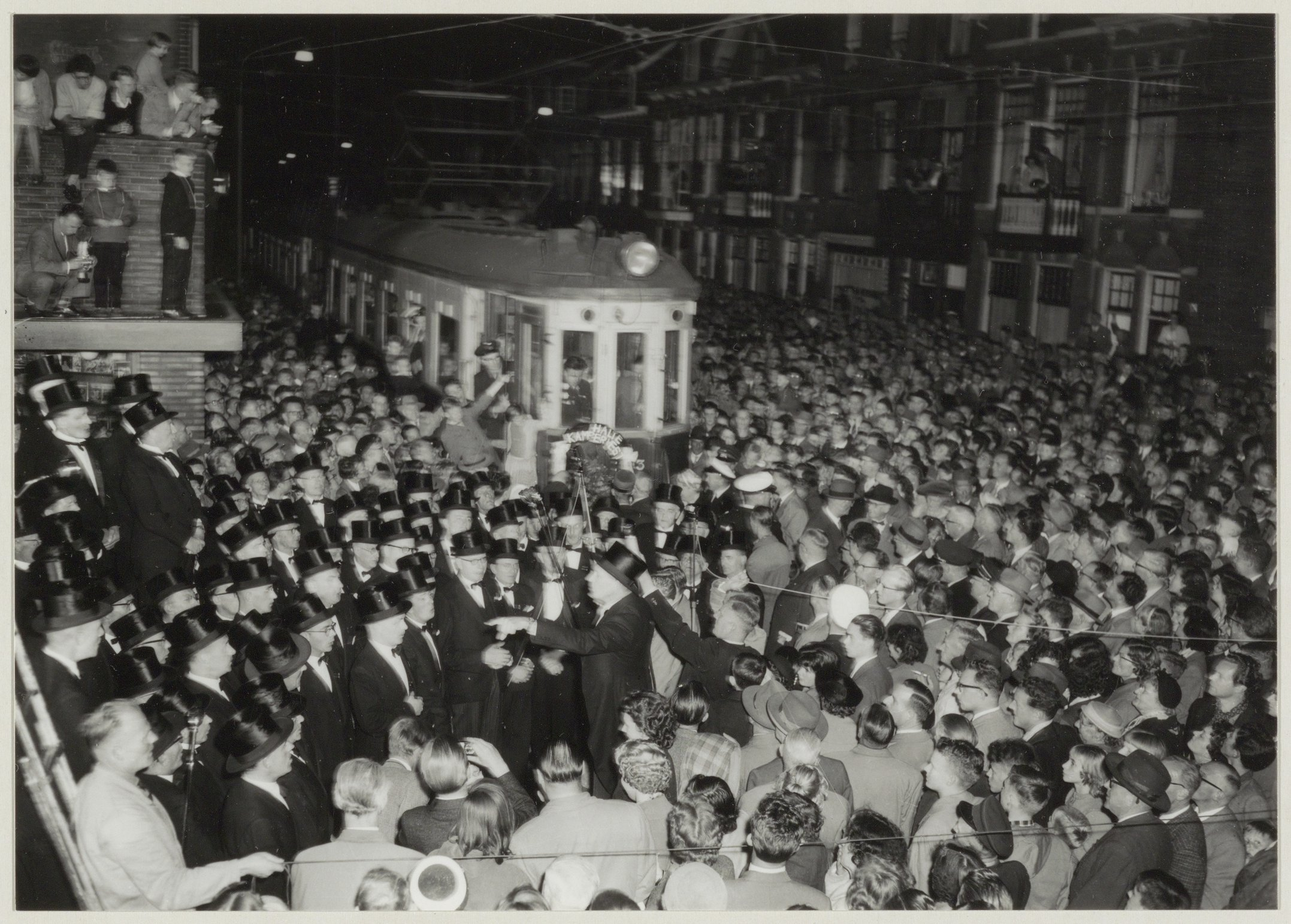
Grote belangstelling voor de laatste tram van de lijn Amsterdam - Haarlem - Zandvoort op 31 augustus 1957.

## Spoorwijdte
De lijn werd aangelegd in meterspoor, omdat de in 1899 geopende tramlijn Haarlem – Zandvoort van de Eerste Nederlandsche Electrische Tram-Maatschappij (ENET) al in die spoorwijdte was uitgevoerd. Vanaf 1904 ging deze lijn op in de voortaan doorgaand geëxploiteerde tramlijn Amsterdam – Zandvoort. Door de smallere spoorwijdte moest op het lijngedeelte dat samenliep met de Gemeentetram Amsterdam het spoor drierailig worden uitgevoerd: meterspoor voor de Haarlemse tram en normaalspoor voor de stadstram. Het traject in de De Clercqstraat tussen de Bilderdijkstraat en de Wiegbrug werd in 1904 direct als drierailig straatspoor aangelegd, maar pas in 1927 als zodanig in gebruik genomen, met overloopwissels in beide spoorwijdten. In 1927 werd ook het smalspoor-veldspoor tussen de Wiegbrug en de Krommert vervangen door drierailig straatspoor. Er is al vroeg gedacht aan verbouwing van de lijn tot normaalspoor, maar deze plannen zijn nooit uitgevoerd. De dwarsliggers onder het spoor op de Haarlemmerweg waren na spoorvernieuwing langer dan voor meterspoor noodzakelijk. Voor het door Beijnes in 1918 gebouwde trammaterieel waren zelfs normaalsporige draaistellen meegeleverd, maar die zijn niet gebruikt en werden door de NZH onder een aantal aanhangrijtuigen van de lijnen Leiden – Noordwijk / Katwijk geplaatst.

## Materieel
De belangrijkste tramtypen op deze lijn waren:
- de in 1904 gebouwde Métallurgiques-motorwagens (serie A1)
- de in 1918 gebouwde Beijnes-motor- en bijwagens (serie A251 en B251), waarvan enkele bijwagens afkomstig van de Limburgsche Tramweg-Maatschappij
- de Boedapester tramstellen (serie A451 en B451), genoemd naar Boedapest waar ze in 1923-1924 door Ganz vervaardigd waren
- de Hamburgers, bijwagens B65-B70, in 1905 gebouwd door Falkenried in Hamburg
- diverse motor- en bijwagens uit 1899-1904, afkomstig van de ENET.

De meeste tramstellen reden in combinaties van een of meer motor- en bijwagens. Vanaf de jaren twintig had zo'n tramstel stuurstanden aan beide uiteinden, zodat aan de kopeindpunten niet omgerangeerd behoefde te worden. Bij de oudere trams reden de bijwagens in het midden van een tramstel (volgorde A-B-A of A-A-B-A in treinschakeling). Bij de Boedapesters waren dit juist de motorwagens (B-A-B in trek-duwformatie), waarbij de bijwagens van een stuurstand waren voorzien. Voor de lokaaldienst in Amsterdam tussen de Spuistraat en Sloterdijk werden vooral losse motorwagens ingezet, die wegens hun aanvankelijk groene kleur, de grote koplampen en hun schommelende gang in de volksmond bekendstonden als de Kikker. Vanaf 1909 werden de trams crème geschilderd. Na 1924 kregen deze wagens, net als de nieuwe Budapestertrams, de blauwe kleur, maar de lokaaldienst, waarop meestal losse Métallurgiques reden, bleef in de volksmond zo genoemd.

## Route
Amsterdam (Spui / Spuistraat) – Sloterdijk – Halfweg – Vinkebrug – Liedebrug / Haarlemmerliede – Haarlem – Aerdenhout – Bentveld – Zandvoort (Tramstation; aan de huidige Louis Davidsstraat). Lengte van de tramlijn: 28 kilometer. De trams legden deze afstand af in circa 60 minuten.

## Bijzonderheden
- De bovenleiding hing in Amsterdam en het traject naar Haarlem in de begintijd op 7,5 meter, veel hoger dan elders, en daarom waren de motorwagens voorzien van een lange en een korte sleepbeugel die in de Haarlemse Tempeliersstraat werden verwisseld door speciaal aangestelde beugeljongens. Bij de komst van de schaarbeugels vanaf 1913 was dit niet meer noodzakelijk. In de jaren dertig werd de bovenleiding verlaagd naar de gangbare hoogte van 5 meter.
- Van Sloterdijk (waar tot 1956 nog geen NS-station was) tot aan de Amsterdamsepoort in Haarlem reed de tram parallel aan de spoorbaan Amsterdam – Haarlem. In de begintijd lagen de sporen aan weerszijden van de (toen nog niet drukke) weg. In de jaren twintig kwamen beide sporen aan de noordzijde van de weg te liggen. In Halfweg werd in het begin om de kerk gereden. Na sloop hiervan in 1929 kwam hier de halte Kerkplein; vanaf 1946 Dr. Baumannplein.
- De spoorlijn Aalsmeer - Haarlem kruiste vanaf 1912 tot 1935 de tram gelijkvloers ter hoogte van Station Rijksstraatweg, even ten oosten van Haarlem.
- De tramlijn kruiste de spoorlijn Haarlem – Leiden over een viaduct circa 400 meter ten noorden van station Heemstede-Aerdenhout. Na opheffing van de tram is de spoorbaan hier omhoog gebracht.
- Tussen Aerdenhout en Zandvoort had de tram een vrije baan door Bentveld en de duinen. Op de plaats van deze trambaan ligt tegenwoordig een fietspad.
- Aanvankelijk hadden de motorwagens ook een afdeling eerste klas die echter onvoldoende werd gebruikt en weer verdween. De wagens werden toen ingedeeld in Roken en Niet-Roken.
- In 1911 werd een sneltram Amsterdam – Haarlem ingevoerd die reed met een frequentie van 90 minuten. Deze tram was voorzien van een restauratieafdeling in de plaats van de voormalige eerste klas. Reizigers moesten een toeslag van 7,5 cent betalen om hierin te mogen plaatsnemen. Mede daardoor werd dit geen succes. De restauratieservice verviel nog hetzelfde jaar en er was voortaan geen verschil in 1e en 2e klas meer.
- Op het in 1957 opgeheven en in 1958 opgebroken tracé over de Admiraal de Ruijterweg in Amsterdam-West rijden weer trams sinds 20 september 1982, toen de Amsterdamse tramlijnen 12 en 14 via deze route werden verlengd naar station Sloterdijk. In 2018 zijn deze lijnen hier vervangen door tramlijn 19.
- Op de Rijckerbrug over de Singelgracht ligt een klein stukje drierailig spoor. Dit is niet origineel; bij spoorvernieuwing in 1982 is dit opnieuw aangebracht. Bij de volgende vernieuwing in 2017 is er opnieuw een stukje derde rail aangelegd als herinnering aan de Haarlemse tram.

## Haltes
De trams Amsterdam – Haarlem – Zandvoort stopten aan de volgende haltes (1957), maar niet alle haltes werden door alle trams aangedaan volgens dienstregeling:
- Amsterdam: Spuistraat – Paleisstraat – Westermarkt – Marnixstraat (Rozengracht) – Bilderdijkstraat – De Krommert (Reynier Claeszenstraat) – Bos en Lommerweg – Sloterdijk – Burgemeester De Vlugtlaan (vroeger Uitweg 'Bark') – Abraham Kuyperlaan (vroeger Groeneweg) – Kruithuis (Veenderij Eendracht).
- Halfweg: Halfweg (Dr. Baumannplein).
- Vinkebrug: Vinkebrug.
- Haarlemmerliede: Liedebrug.
- Haarlem: Amsterdamsevaart t.h.v. Nagtzaamstraat - Lange Herenvest – Kampervest – Tempeliersstraat – Schouwtjesbrug – Leidsche Vaart.
- Aerdenhout: Aerdenhout (Nicolaas Beetslaan) – Mr. Enschedeweg.
- Bentveld: Bentveld – Westerduinweg – Waterleiding.
- Zandvoort: Golfclub – Huis in de Duinen – Kostverloren – Tramstation (tegenwoordig Louis Davidsstraat).

In 1953 werd de halte Uitweg hernoemd in Burgemeester de Vlugtlaan en in 1955 de halte Groeneweg in Abraham Kuyperlaan.

## Frequentie
Doorgaans reed de tram Amsterdam – Zandvoort in een frequentie van 20 minuten. De lokaaldienst Amsterdam – Sloterdijk had een hogere frequentie (7,5 à 10 minuten) maar reed bijna altijd met losse motorwagens. In de spitsuren reden er extra trams Haarlem Leidsevaart – Amsterdam, zodat op dat traject een 10-minutendienst ontstond. Op het traject Halfweg – Amsterdam werd 's morgens een extra spitstram ingezet. Op zomerdagen met gunstig strandweer reden extra trams naar Zandvoort.

## Plannen voor modernisering
1947 (met een extreem strenge winter, gevolgd door een lange, zeer hete zomer) was het meest succesvolle jaar in de geschiedenis van de tramlijn. Dat jaar werden gemiddeld 24.000 passagiers per dag vervoerd (exclusief de lokaaldienst Amsterdam – Sloterdijk). Als dochteronderneming van de NS ging de NZH na de bevrijding met voortvarendheid over tot het omzetten van haar tramnet in autobusexploitatie. Toch wilde zij deze drukke lijn wel degelijk handhaven en moderniseren.
Daartoe was ook nieuw materieel noodzakelijk en werd in 1948 een zesassige gelede tram ontworpen, gebaseerd op de succesvolle Tweelingtram serie A600 van het normaalsporige NZH-net. Dit plan kwam echter niet verder dan de tekentafel, maar was wel al tot in detail uitgewerkt met een schaalmodel.

## Opheffing
De gemeente Amsterdam zag de lange trams als obstakels in het verkeer en weigerde de concessie, die afliep op 6 oktober 1954, te verlengen. Er is nog wel eens gekeken naar alternatieve routes door Amsterdam. De gemeente stelde een route voor waarbij de tram tot Amsterdam Centraal parallel zou blijven lopen aan de spoorbaan. NZH verwierp dit alternatief, omdat daarmee de verbinding met het centrum van Amsterdam zou komen te vervallen. De NZH nam wel genoegen met een route via de Willem de Zwijgerlaan en de Nassaukade tot in de buurt van het Leidseplein, maar daar had Amsterdam, dat de lange trams de stad uit wilde hebben, geen oren naar. Het plan tot aanpassing verdween van tafel en er werd tot opheffing besloten.
De lokaaldienst naar Sloterdijk werd op 6 oktober 1954, precies 50 jaar na het begin van de concessie, vervangen door een buslijn 14 van het GVB, die echter voorlopig nog niet over de Admiraal de Ruijterweg kon rijden maar door de Bestevâerstraat in verband met de nog aanwezige trambaan en vanaf de Spuistraat verder naar het Centraal Station werd gevoerd. De tram naar Zandvoort bleef voorlopig nog rijden, "gedoogd" door de gemeente Amsterdam. Een aantal omstandigheden stond een snelle verbussing in de weg. Zo waren de wegen rondom het in 1958 omhoog te brengen station Heemstede-Aerdenhout nog niet gereed waardoor er geen vlotte doorstroming mogelijk zou zijn. Ook had de NZH nog onvoldoende nieuwe bussen en chauffeurs tot de beschikking.
Binnen Amsterdam (tot Sloterdijk) was voortaan geen lokaal vervoer door de NZH meer toegestaan en men werd verwezen naar het GVB. Wel was lokaal vervoer toegestaan naar de halten in Slotermeer en Geuzenveld. Om de reizigers uit Amsterdam-West een alternatief te bieden voor de tram werd op 3 juni 1956 station Sloterdijk geopend. Ruim een jaar had Sloterdijk zowel een tram- als treinverbinding met Zandvoort.
Vanaf 1 april 1957 mochten er geen vierwagentrams meer worden ingezet en werden enkele spitsdiensten vervangen door bussen, die wel naar de Spuistraat doorreden. Op 1 juli 1957 werden richtingaanwijzers ook op trams verplicht. De NZH kreeg voor de resterende twee maanden een ontheffing, maar de conducteur diende bij het afslaan van de tram een richtingbord naar buiten te steken.
Voor de tramdienst naar Zandvoort werd uiteindelijk nog uitstel verkregen tot en met 31 augustus 1957 zodat in het drukke badseizoen de dienst nog met trams kon worden gereden. De NZH bereidde de verbussing voor door onder meer de bestelling van een groot aantal Leyland-Werkspoor-bussen.
Op zaterdag 31 augustus 1957 werden onder grote publieke belangstelling de laatste ritten naar Amsterdam gemaakt. Het publiek zong een speciaal geschreven lied "Requiem voor de blauwe" (met het refrein "Trem trem trem trem, wij leven in memoria") bij het laatste vertrek vanuit de Tempeliersstraat in Haarlem naar Amsterdam. Door de enorme drukte was het afscheid rumoerig. Diep in de nacht arriveerden de laatste trams in de remise aan de Leidsevaart. De laatste dienst kwam op 1 september 1957 om 04.30 uur aan. Vanaf 2 september 1957 werd voortvarend gewerkt aan de afbraak van gebouwen, trambaan en tramwagens. Binnen enkele maanden restte van het trambedrijf (bijna) niets meer.
De tram werd vervangen door buslijn 80 die in tegenstelling tot de tram een lijnnummer kreeg. Aanvankelijk reden op elke dienst drie bussen. De buslijn reed echter niet meer naar de Spuistraat, maar kreeg een eindpunt op het busstation op de Appeltjesmarkt aan de Marnixstraat. De buslijn Zandvoort Louis Davidsplein – Amsterdam Marnixstraat volgt in grote lijnen dezelfde route als vroeger de Blauwe Tram, maar rijdt in Zandvoort en Bentveld over de gewone weg terwijl de tram daar een vrije baan door de duinen had. Dat is nu fietspad. In Haarlem rijdt de lijn buiten het centrum om en in Amsterdam via Slotermeer en de Willem de Zwijgerlaan in plaats van via Sloterdijk.

## Remise Leidsevaart en museum
De remise van de tram was sinds 1899 gelegen aan de Leidsevaart te Haarlem en werd in 1904 fors uitgebreid. Na de opheffing van de tram in 1957 werden de tramremises afgebroken en vervangen door busgarages. Het grondig verbouwde complex bleef tot 2006 in gebruik als busgarage van de NZH, sinds 1999 Connexxion. Het in 1986 geopende NZH Vervoer Museum bleef tot 2015 aan de Leidsevaart, waarna het werd verplaatst naar de Waarderpolder bij Haarlem. Dit omdat het gehele garagecomplex werd gesloopt en vervangen door een nieuwbouwwijk. De straatnamen herinneren aan de NZH. 
Het NZH Vervoer Museum bezit de enige motorwagen (A37) van het oorspronkelijke trammaterieel uit 1899 die bewaard is gebleven, en tevens een Métallurgique motorwagen (A14) van het trammaterieel uit 1904 en een "Boedapester" stuurstandrijtuig (B412 uit 1924) dat als B464 van 1933 tot 1957 op deze lijn heeft gereden. In de Tempeliersstraat in Haarlem zijn nog steeds een aantal muurrozetten van de bovenleiding aanwezig. Ook bevindt zich daar een gevelsteen die herinnert aan de tram.

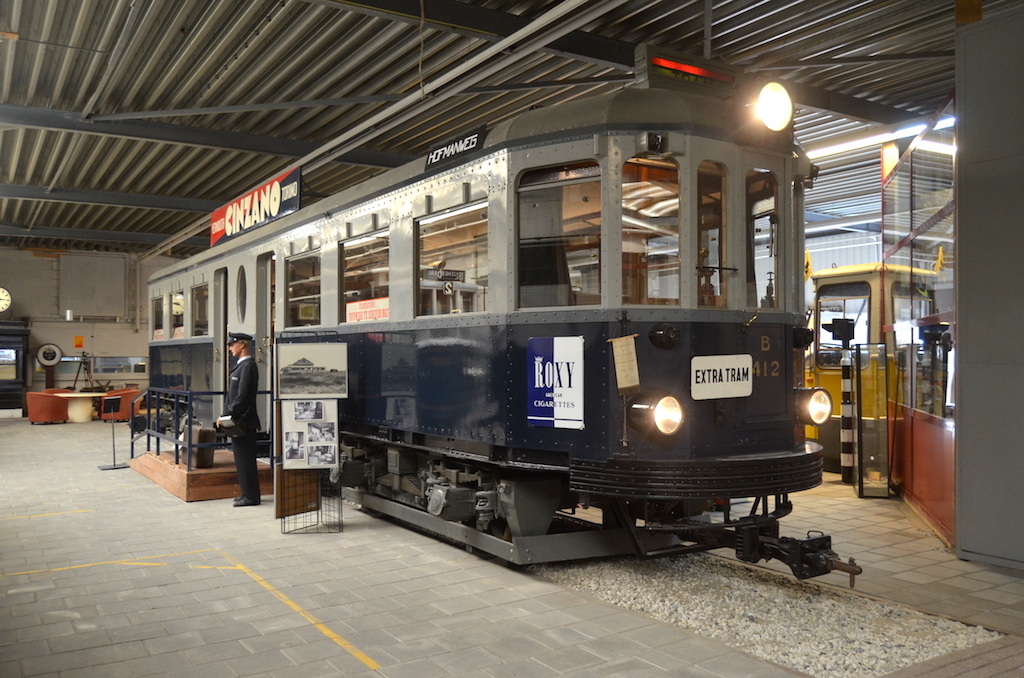
Boedapester stuurstandrijtuig NZH B412 in het NZH Vervoer Museum te Haarlem.
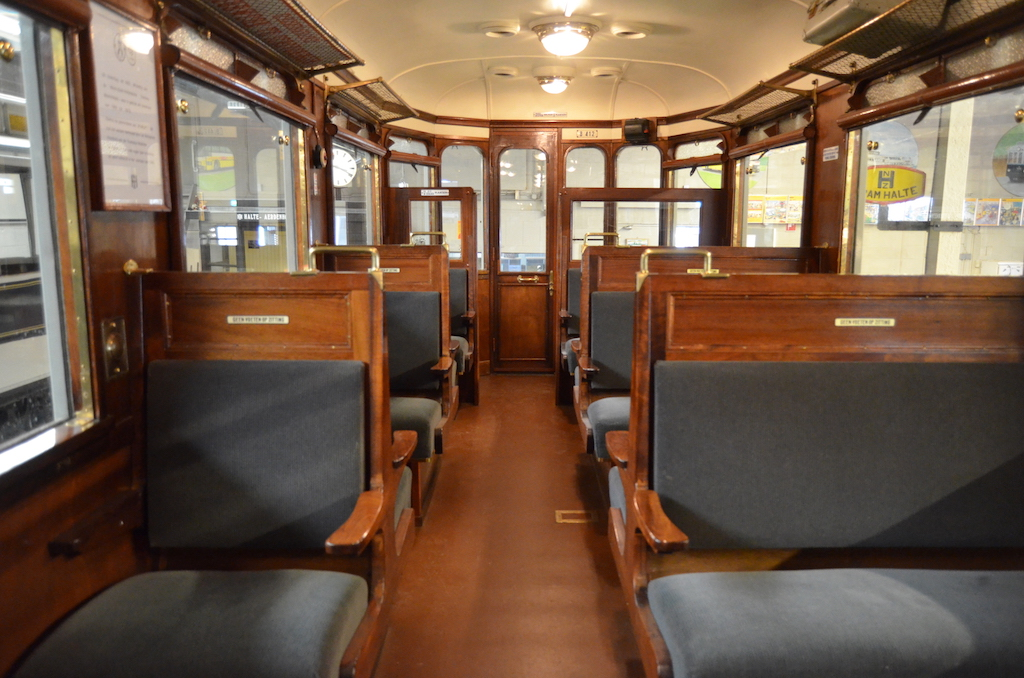
Het interieur van de NZH B412.
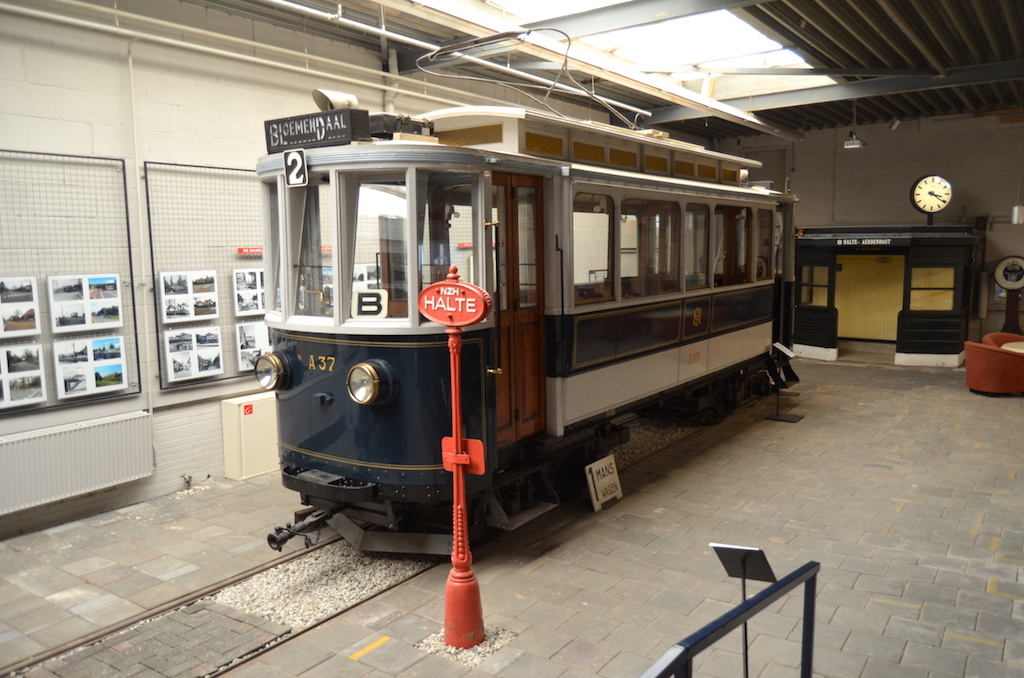
Motorwagen A37 in het NZH Vervoer Museum.
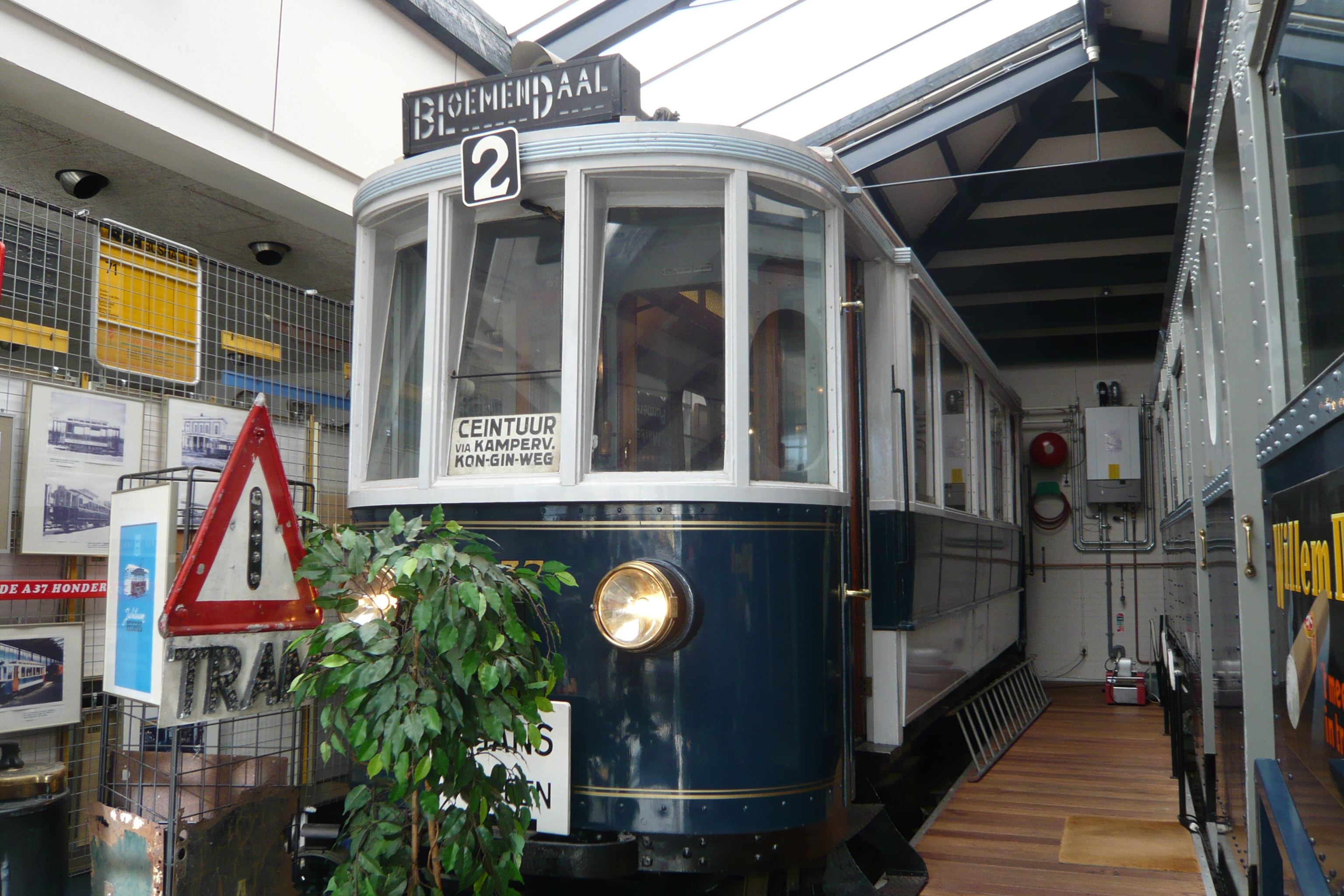
Motorwagen A37 in het oude NZH Vervoer Museum aan de Leidsevaart.
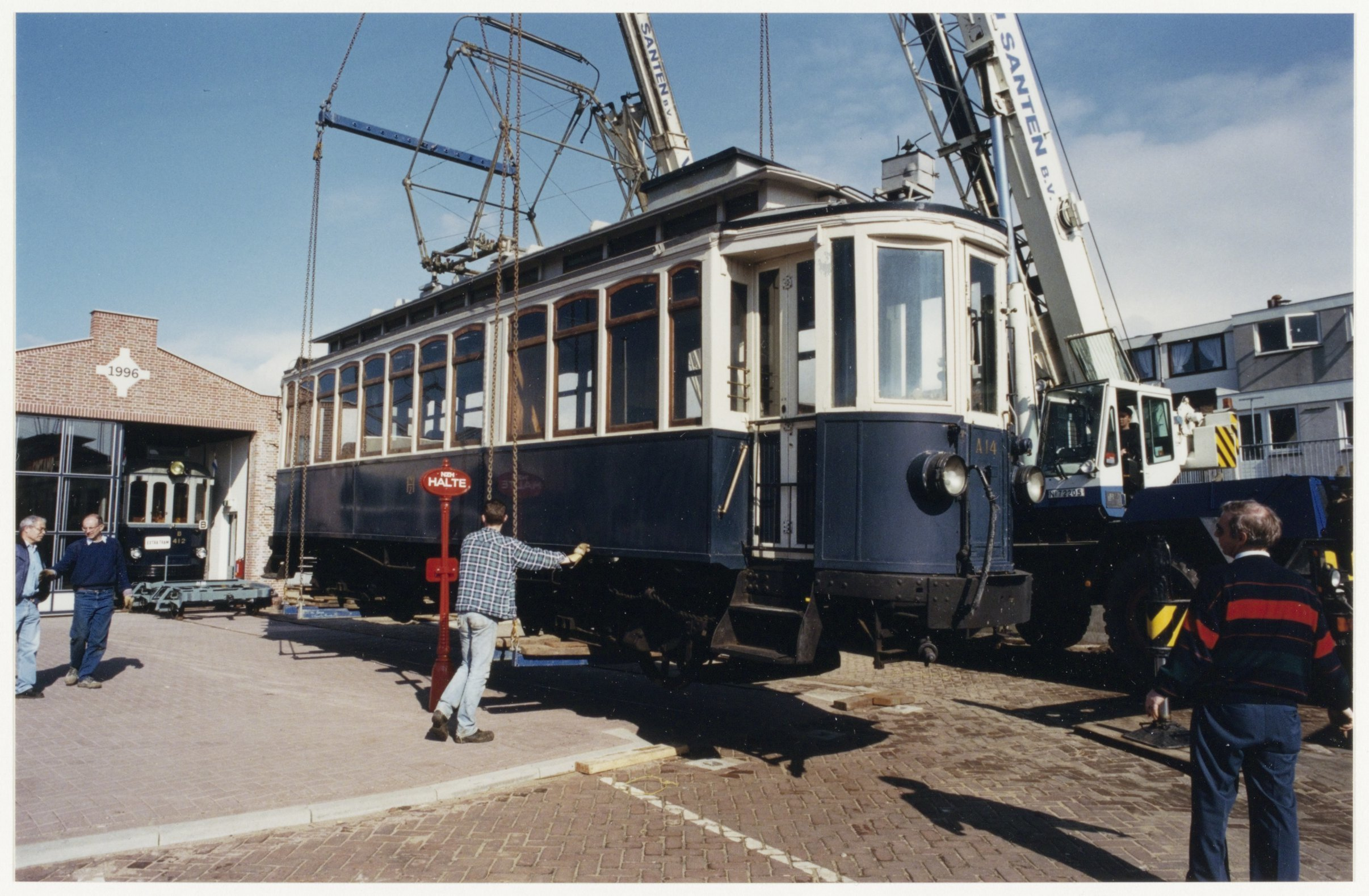
Een tramstel van de Blauwe Tram (A14), afkomstig van het Spoorwegmuseum in Utrecht, wordt bij het NZH-Vervoermuseum te Haarlem afgeleverd.
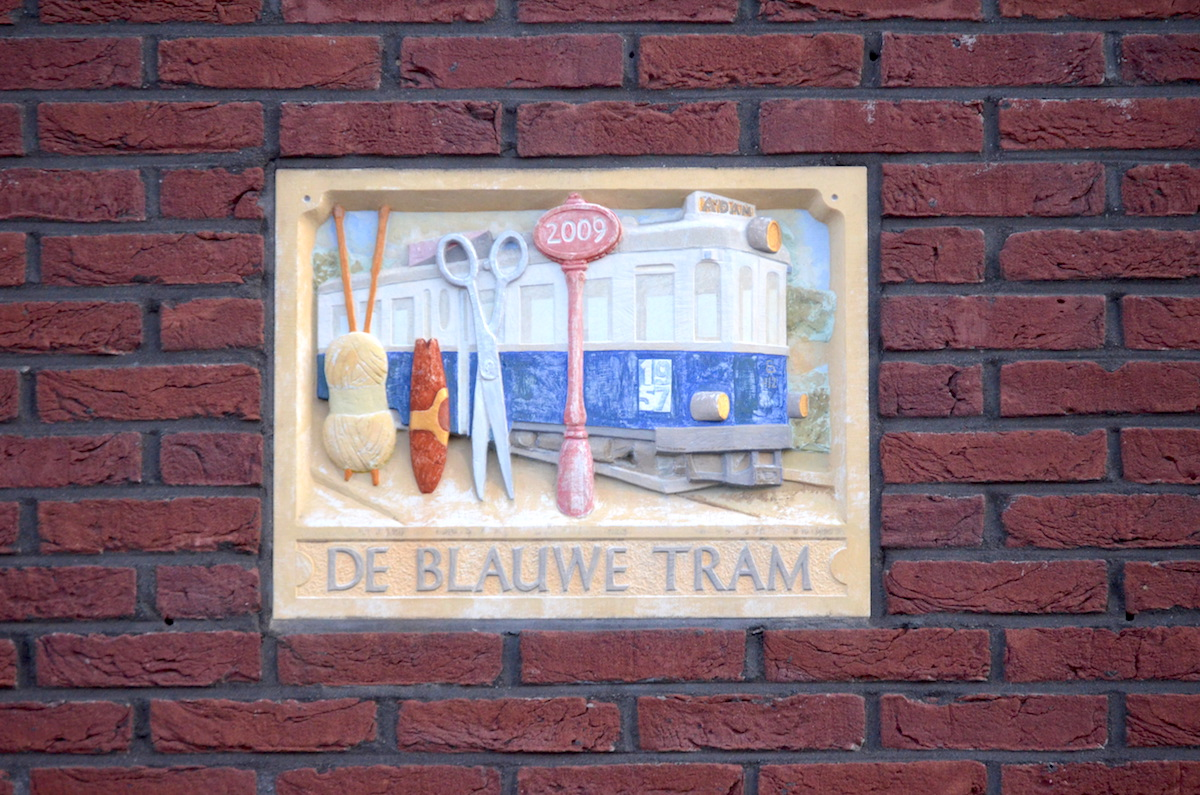
Gevelsteen in de Tempeliersstraat in Haarlem.